# Fjädervikt i grekisk-romersk stil i brottning vid olympiska sommarspelen 1996
Herrarnas brottningsturnering i grekisk romersk stil i viktklassen fjädervikt vid olympiska sommarspelen 1996 avgjordes i Atlanta i Georgia World Congress Center. 

## Medaljörer
| Klass      | Guld                         | Silver            | Brons                       |
| Fjädervikt | Włodzimierz Zawadzki · Polen | Juan Marén · Kuba | Mehmet Akif Pirim · Turkiet |

## Resultat
Guld- och silvermedaljörerna korades genom en klassisk turnering där vinnaren i finalen erhöll guld, och förloraren silver. Förlorarna från omgång ett fram till semifinalen fick återkvala och vinnaren fick till slut brons.
- PA — Vinst genom att motståndaren skadats

### Huvudtabell

#### Runda 1
| Brottare 1                 | Poäng  | Brottare 2              |
| -------------------------- | ------ | ----------------------- |
| Aroutic Roumpenian (GRE)   | 1 - 4  | Koba Guliashvili (GEO)  |
| Włodzimierz Zawadzki (POL) | 4 - 3  | Igor Petrenko (BLR)     |
| Marco Sánchez (PUR)        | 5 - 6  | Usama Aziz (SWE)        |
| Mkhitar Manukyan (ARM)     | 11 - 0 | Hu Guohong (CHN)        |
| Hryhoriy Komyshenko (UKR)  | 10 - 0 | Winston Santos (VEN)    |
| Ivan Ivanov (BUL)          | 1 - 1  | Mehmet Akif Pirim (TUR) |
| David Zuniga (USA)         | 3 - 2  | Ainsley Robinson (CAN)  |
| Choi Sang-Sun (KOR)        | 0 - 3  | Sergei Martynov (RUS)   |
| Juan Marén (CUB)           | 5 - 2  | Ahad Pazaj (IRI)        |
| Bakhodir Kurbanov (UZB)    |        | Bye                     |

#### Åttondelsfinaler
| Brottare 1                 | Poäng  | Brottare 2                |
| -------------------------- | ------ | ------------------------- |
| Bakhodir Kurbanov (UZB)    | 3 - 10 | Koba Guliashvili (GEO)    |
| Włodzimierz Zawadzki (POL) | 3 - 1  | Usama Aziz (SWE)          |
| Mkhitar Manukyan (ARM)     | 2 - 3  | Hryhoriy Komyshenko (UKR) |
| Ivan Ivanov (BUL)          | 3 - 1  | David Zuniga (USA)        |
| Sergei Martynov (RUS)      | 4 - 5  | Juan Marén (CUB)          |

#### Kvartsfinaler
| Brottare 1                | Poäng | Brottare 2                 |
| ------------------------- | ----- | -------------------------- |
| Koba Guliashvili (GEO)    | 1 - 3 | Włodzimierz Zawadzki (POL) |
| Hryhoriy Komyshenko (UKR) |       | Bye                        |
| Ivan Ivanov (BUL)         |       | Bye                        |
| Juan Marén (CUB)          |       | Bye                        |

#### Semifinaler
| Brottare 1                 | Poäng | Brottare 2                |
| -------------------------- | ----- | ------------------------- |
| Włodzimierz Zawadzki (POL) | 8 - 2 | Hryhoriy Komyshenko (UKR) |
| Ivan Ivanov (BUL)          | 1 - 4 | Juan Marén (CUB)          |

#### Final
| Brottare 1                 | Poäng | Brottare 2       |
| -------------------------- | ----- | ---------------- |
| Włodzimierz Zawadzki (POL) | 3 - 1 | Juan Marén (CUB) |

### Återkval

#### Omgång 2
| Brottare 1               | Poäng | Brottare 2              |
| ------------------------ | ----- | ----------------------- |
| Aroutic Roumpenian (GRE) | 1 - 3 | Igor Petrenko (BLR)     |
| Marco Sánchez (PUR)      | 3 - 8 | Hu Guohong (CHN)        |
| Winston Santos (VEN)     | 0 - 5 | Mehmet Akif Pirim (TUR) |
| Ainsley Robinson (CAN)   | 0 - 7 | Choi Sang-Sun (KOR)     |
| Ahad Pazaj (IRI)         |       | Bye                     |

#### Omgång 3
| Brottare 1          | Poäng  | Brottare 2              |
| ------------------- | ------ | ----------------------- |
| Ahad Pazaj (IRI)    | TO     | Igor Petrenko (BLR)     |
| Hu Guohong (CHN)    | 1 - 3  | Mehmet Akif Pirim (TUR) |
| Choi Sang-Sun (KOR) | 11 - 1 | Bakhodir Kurbanov (UZB) |
| Usama Aziz (SWE)    | 0 - 4  | Mkhitar Manukyan (ARM)  |
| David Zuniga (USA)  | 6 - 6  | Sergei Martynov (RUS)   |

#### Omgång 4
| Brottare 1            | Poäng | Brottare 2              |
| --------------------- | ----- | ----------------------- |
| Ahad Pazaj (IRI)      | 0 - 4 | Mehmet Akif Pirim (TUR) |
| Choi Sang-Sun (KOR)   | TO    | Mkhitar Manukyan (ARM)  |
| Sergei Martynov (RUS) | 2 - 7 | Koba Guliashvili (GEO)  |

#### Omgång 5
| Brottare 1              | Poäng | Brottare 2             |
| ----------------------- | ----- | ---------------------- |
| Mehmet Akif Pirim (TUR) | 9 - 4 | Mkhitar Manukyan (ARM) |
| Koba Guliashvili (GEO)  |       | Bye                    |

#### Omgång 6
| Brottare 1                | Poäng | Brottare 2              |
| ------------------------- | ----- | ----------------------- |
| Hryhoriy Komyshenko (UKR) | 1 - 2 | Mehmet Akif Pirim (TUR) |
| Koba Guliashvili (GEO)    | 3 - 1 | Ivan Ivanov (BUL)       |

#### Bronsmatch
| Brottare 1              | Poäng | Brottare 2             |
| ----------------------- | ----- | ---------------------- |
| Mehmet Akif Pirim (TUR) | 9 - 0 | Koba Guliashvili (GEO) |